# Chayaphat Kitpongsrithada
Chayaphat Kitpongsrithada (tiếng Thái: ชยพัทธ์ กิจพงษ์ศรีธาดา, sinh ngày 23 tháng 5 năm 1983) or formerly Anucha Kitpongsri (tiếng Thái: อนุชา กิจพงษ์ศรี), còn được biết với tên đơn giản Boy (tiếng Thái: บอย), là một cầu thủ bóng đá người Thái Lan thi đấu ở vị trí hậu vệ trái cho câu lạc bộ ở Thai League 2 Udon Thani.
Anh thi đấu cho BEC Tero Sasana ở ASEAN Club Championship 2003, câu lạc bộ giành vị trí á quân.

## Sự nghiệp quốc tế
Chayapat là một phần của đội hình Thái Lan ở Giải vô địch bóng đá Đông Nam Á 2012 và đội bóng vô địch ở Giải vô địch bóng đá Đông Nam Á 2014. Trong giải đấu trước, Chayapat góp một trong những bàn thắng vào lưới Philippines khi đi bóng qua hai hậu vệ và thủ môn để ghi bàn trong thắng lợi 2-1.

## Bàn thắng quốc tế

### Bàn thắng quốc tế

#### U-19
| #  | Ngày                | Địa điểm           | Đối thủ   | Tỉ số | Kết quả | Giải đấu                                  |
| -- | ------------------- | ------------------ | --------- | ----- | ------- | ----------------------------------------- |
| 1. | 23 tháng 1 năm 2002 | Băng Cốc, Thái Lan | Singapore | 1–1   | 5-1     | Giải vô địch bóng đá U-20 Đông Nam Á 2002 |
| 2. | 23 tháng 1 năm 2002 | Băng Cốc, Thái Lan | Singapore | 5–1   | 5-1     | Giải vô địch bóng đá U-20 Đông Nam Á 2002 |

#### Thái Lan
| #  | Ngày                 | Địa điểm                           | Đối thủ     | Tỉ số | Kết quả | Giải đấu                             |
| -- | -------------------- | ---------------------------------- | ----------- | ----- | ------- | ------------------------------------ |
| 1. | 24 tháng 11 năm 2012 | Sân vận động Rajamangala, Thái Lan | Philippines | 2–0   | 2–1     | Giải vô địch bóng đá Đông Nam Á 2012 |

## Danh hiệu

### Câu lạc bộ
BEC Tero Sasana
- Cúp Liên đoàn Bóng đá Thái Lan
  -  Vô địch (1): 2014
- Toyota Premier Cup
  -  Vô địch (1): 2015

### Quốc tế
U-19 Thái Lan
- Giải vô địch bóng đá U-20 Đông Nam Á
  -  Vô địch (1): 2002

Thái Lan
- Giải vô địch bóng đá Đông Nam Á
  - Tập tin:Giải vô địch bóng đá Đông Nam Á Cup.svg Vô địch (1): 2014

### Cá nhân
- Giải vô địch bóng đá Đông Nam Á
  - Best XI (1): 2012